# شيرين بلاغ (نقدة)
شيرين‌ بلاغ هي قرية في مقاطعة نقدة، إيران. عدد سكان هذه القرية هو 92 في سنة 2006.